# Lygodactylus keniensis
Lygodactylus keniensis (кенійський карликовий гекон) — вид геконоподібних ящірок родини геконових (Gekkonidae). Мешкає в Східній Африці.

## Поширення і екологія
Кенійські карликові гекони мешкають в Ефіопії, Кенії та на північному заході Сомалі, спостерігалися на крайньому сході Уганди, на кордоні з Кенією. Вони живуть на гілках дерев і чагарників в сухих саванах і напівпустелях, трапляються в садах. Зустрічаються на висоті від 200 до 2000 м над рівнем моря. Живляться дрібними комахами та іншими безхребетними. Відкладають яйця.